# 428. п. н. е.

## Смрти
- Анаксагора - антички филозоф († око 500. п. н. е.)